# Colin Groves
Colin Peter Groves (Londra, 24 giugno 1942 – Canberra, 30 novembre 2017) è stato un antropologo e zoologo britannico.

## Biografia
Nato in Inghilterra, ha ottenuto la laurea in Scienze Biologiche a Londra nel 1963 e il PhD (sempre a Londra) nel 1966. Ha insegnato all'Università della California di Berkeley, al Queen Elizabeth College (Londra) e all'Università di Cambridge prima di trasferirsi in Australia nel 1974, dove ha insegnato all'Università Nazionale Australiana.
Dal 2000 è stato professore di Antropologia Biologica all'Università di Canberra, in Australia.
I suoi interessi di ricerca comprendevano l'evoluzione umana, i primati e altri mammiferi, l'analisi scheletrica, l'antropologia biologica e l'etnobiologia. È meglio conosciuto per le sue opere sui primati e sull'evoluzione umana, e per le sue regolari discussioni con i creazionisti e gli anti-evoluzionisti.
Insieme a Vratislav Mazák, Groves è stato il primo a descrivere l'Homo ergaster.
È stato un membro attivo dell'Australian Skeptics, e ha pubblicato molti libri sullo scetticismo nei confronti del paranormale.
È deceduto a Canberra il 30 novembre del 2017.

## Pubblicazioni principali
- 1989 A Theory Of Human And Primate Evolution Oxford Science Publications
- 1989 Skeptical. (Edito da Donald Laycock, David Vernon, Colin Groves e Simon Brown.) Australian Skeptics
- 1996 From Ussher to Slusher; from Archbish to Gish; or, not in a million years... Archaeology in Oceania, 31:145-151.
- 2001 Primate Taxonomy, Smithsonian Institution Press, Washington D.C.
- 2003. The science of culture. Being Human: Science, Culture and Fear: Royal Society of New Zealand, Miscellaneous Series, 63:3-13.
- 2004 (con David W. Cameron) Bones, Stones and Molecules. Amsterdam, Boston etc.: Elsevier Academic Press
- 2005 Order Primates in (EN) D.E. Wilson e D.M. Reeder, Mammal Species of the World. A Taxonomic and Geographic Reference, 3ª ed., Johns Hopkins University Press, 2005, ISBN 0-8018-8221-4.

| Groves è l'abbreviazione standard utilizzata per le specie animali descritte da Colin Groves. Categoria:Taxa classificati da Colin Groves |